# Episodi di Butta la luna (prima stagione)
La prima stagione di Butta la luna è andata in onda in prima visione su Rai Uno dal 5 dicembre 2006 al 10 gennaio 2007.
| nº | Titolo           | Prima TV Italia  |
| -- | ---------------- | ---------------- |
| 1  | Primo episodio   | 5 dicembre 2006  |
| 2  | Secondo episodio | 7 dicembre 2006  |
| 3  | Terzo episodio   | 12 dicembre 2006 |
| 4  | Quarto episodio  | 19 dicembre 2006 |
| 5  | Quinto episodio  | 26 dicembre 2006 |
| 6  | Sesto episodio   | 2 gennaio 2007   |
| 7  | Settimo episodio | 4 gennaio 2007   |
| 8  | Ottavo episodio  | 10 gennaio 2007  |